# Hippolyte de Villemessant
Jean Hippolyte Auguste Delaunay de Villemessant, född den 22 april 1810 i Rouen, död den 12 april 1879, var en fransk tidningsman.
Villemessant ägnade sig först åt köpmansyrket, men med begränsad framgång, och kom 1839 till Paris, där han snart blev tidningsman. Han övertog 1844 modeföljetongen i "La presse" och uppsatte under 1840-talet flera tidningar, som fick en kort tillvaro. Hans lycka blev gjord först med den av honom 1854 återväckta tidningen "Le Figaro", som var en halvveckopublikation, innan den 1866 blev daglig och vars redaktör han förblev till 1875. Villemessant nådde sina fintligt och hänsynslöst fullföljda mål: att väcka uppseende och förtjäna pengar, men ådrog sig även en mängd dueller och rättegångar samt var en av de mest hatade männen i Paris. Hans verksamhetsdrift var outtröttlig, och han utövade mycken välgörenhet mot nödställda män inom pressen. Hans Mémoires d'un journaliste (6 band, 1867-1878) är delvis skrivna av Philippe Gille.